# Александар Комански
Свети Александар Комански (-251.) је ранохришћански светитељ, познат као „угљар“, био је епископ града Комане у Понту .Не зна се да ли је он први заузео то седиште. Чудновати надимак светитеља потиче од тога што је он из смирења узео ћумурџијски занат, да би избегао светске почасти. Био је познат по томе што је био изузетно прљав од чађи .
Називали су га филозофом, али није сигурно да се тај термин може схватити буквално. Његова филозофија се пре састојала у томе што је преферирао небеске, а не земаљске ствари. Откриће његових скривених врлина било је случајно и због презира са којим је био надалеко цењен. Свети Григорије Чудотворац епископ Неокасарије, био је замољен да дође у Коману да помогне у избору епископа за то место. Пошто је одбио све кандидате, неко је подругљиво предложио да би могао да прихвати Александра, угљара. Григорије је озбиљно схватио тај предлог, позвао Александра и открио да има везе са светим човеком великих дарова. Александар је постављен за епископа града Комане и управљао њоме с мудрошћу. Изгорео је у прогону који је извршио цар Деције.[1]
Александар би био непознат до говора светог Григорија Ниског о животу светог Григорија Чудотворца, у коме је случајно описан избор Александра за епископа Комане.